# Cúp quốc gia Scotland 1956–57
Cúp quốc gia Scotland 1956–57 là mùa giải thứ 72 của giải đấu bóng đá loại trực tiếp uy tín nhất Scotland. Chức vô địch thuộc về Falkirk khi đánh bại Kilmarnock trong trận đá lại Chung kết.

## Vòng Một
| Đội nhà                 | Tỉ số  | Đội khách            |
| ----------------------- | ------ | -------------------- |
| Albion Rovers           | 8 – 2  | Vale of Atholl       |
| Arbroath                | 10 – 2 | Rothes               |
| Babcock & Wilcox        | 6 – 3  | Selkirk              |
| Buckie Thistle          | 4 – 0  | Lossiemouth          |
| Chirnside United        | 1 – 9  | Montrose             |
| Civil Service Strollers | 0 – 7  | Clachnacuddin        |
| Coldstream              | 6 – 0  | Whithorn             |
| Edinburgh University    | 1 – 11 | Duns                 |
| Elgin City              | 5 – 1  | Shawfield Amateurs   |
| Eyemouth United         | 3 – 2  | Burntisland Shipyard |
| Forres Mechanics        | 6 – 1  | Keith                |
| Fraserburgh             | 5 – 2  | Deveronvale          |
| Peebles Rovers          | 4 – 2  | Murrayfield Amateurs |
| Peterhead               | 4 – 2  | Huntly               |
| Ross County             | 6 – 3  | Aberdeen University  |
| Tarff Rovers            | 1 – 7  | Inverness Caledonian |
| Vale of Leithen         | 6 – 1  | Glasgow University   |
| Wick Academy            | 3 – 1  | Girvan Amateurs      |
| Wigtown & Bladnoch      | 1 – 4  | Brora Rangers        |

## Vòng Hai
| Đội nhà          | Tỉ số | Đội khách            |
| ---------------- | ----- | -------------------- |
| Arbroath         | 6 – 1 | Brora Rangers        |
| Babcock & Wilcox | 0 – 2 | Inverness Caledonian |
| Elgin City       | 2 – 2 | Clachnacuddin        |
| Eyemouth United  | 3 – 1 | Duns                 |
| Fraserburgh      | 9 – 0 | Gala Fairydean       |
| Montrose         | 2 – 4 | Buckie Thistle       |
| Peebles Rovers   | 2 – 2 | Albion Rovers        |
| Peterhead        | 2 – 3 | Forres Mechanics     |
| Ross County      | 6 – 0 | Coldstream           |
| Vale of Leithen  | 7 – 2 | Wick Academy         |

### Đá lại
| Đội nhà       | Tỉ số | Đội khách      |
| ------------- | ----- | -------------- |
| Albion Rovers | 6 – 0 | Peebles Rovers |
| Clachnacuddin | 3 – 2 | Elgin City     |

## Vòng Ba
| Đội nhà               | Tỉ số | Đội khách            |
| --------------------- | ----- | -------------------- |
| Buckie Thistle        | 9 – 2 | Newton Stewart       |
| Clachnacuddin         | 1 – 4 | East Stirlingshire   |
| Eyemouth United       | 0 – 3 | Nairn County         |
| Forfar Athletic       | 3 – 1 | Arbroath             |
| Fraserburgh           | 0 – 2 | Forres Mechanics     |
| Inverness Thistle     | 0 – 2 | Ross County          |
| St Cuthbert Wanderers | 2 – 7 | Inverness Caledonian |
| Vale of Leithen       | 0 – 2 | Albion Rovers        |

## Vòng Bốn
| Đội nhà            | Tỉ số | Đội khách            |
| ------------------ | ----- | -------------------- |
| Alloa Athletic     | 4 – 0 | Forfar Athletic      |
| Buckie Thistle     | 2 – 3 | Hamilton Academical  |
| Cowdenbeath        | 3 – 5 | Inverness Caledonian |
| Dundee United      | 5 – 2 | Third Lanark         |
| East Stirlingshire | 1 – 1 | Greenock Morton      |
| Forres Mechanics   | 3 – 0 | Albion Rovers        |
| Nairn County       | 5 – 5 | Berwick Rangers      |
| Stranraer          | 3 – 0 | Ross County          |

### Đá lại
| Đội nhà         | Tỉ số | Đội khách          |
| --------------- | ----- | ------------------ |
| Berwick Rangers | 3 – 0 | Nairn County       |
| Greenock Morton | 4 – 1 | East Stirlingshire |

## Vòng Năm
| Đội nhà              | Tỉ số | Đội khách       |
| -------------------- | ----- | --------------- |
| Berwick Rangers      | 1 – 2 | Falkirk         |
| Dundee               | 0 – 0 | Clyde           |
| Dunfermline Athletic | 3 – 0 | Greenock Morton |
| East Fife            | 4 – 0 | St Johnstone    |
| Forres Mechanics     | 0 – 5 | Celtic          |
| Hamilton Academical  | 2 – 2 | Alloa Athletic  |
| Hearts               | 0 – 4 | Rangers         |
| Hibernian            | 3 – 4 | Aberdeen        |
| Inverness Caledonian | 2 – 3 | Raith Rovers    |
| Kilmarnock           | 1 – 0 | Ayr United      |
| Queen of the South   | 2 – 2 | Dumbarton       |
| Queen’s Park         | 3 – 0 | Brechin City    |
| St Mirren            | 1 – 1 | Partick Thistle |
| Stenhousemuir        | 1 – 1 | Dundee United   |
| Stirling Albion      | 1 – 2 | Motherwell      |
| Stranraer            | 1 – 2 | Airdrieonians   |

### Đá lại
| Đội nhà         | Tỉ số | Đội khách           |
| --------------- | ----- | ------------------- |
| Alloa Athletic  | 3 – 5 | Hamilton Academical |
| Clyde           | 2 – 1 | Dundee              |
| Dumbarton       | 4 – 2 | Queen of the South  |
| Dundee United   | 4 – 0 | Stenhousemuir       |
| Partick Thistle | 2 – 2 | St Mirren           |

### Đá lại lần 2
| Đội nhà   | Tỉ số | Đội khách       |
| --------- | ----- | --------------- |
| St Mirren | 5 – 1 | Partick Thistle |

## Vòng Sáu
| Đội nhà             | Tỉ số | Đội khách            |
| ------------------- | ----- | -------------------- |
| Celtic              | 4 – 4 | Rangers              |
| East Fife           | 0 – 0 | Kilmarnock           |
| Falkirk             | 3 – 1 | Aberdeen             |
| Hamilton Academical | 1 – 2 | Airdrieonians        |
| Motherwell          | 1 – 3 | Dumbarton            |
| Queen’s Park        | 1 – 1 | Clyde                |
| Raith Rovers        | 7 – 0 | Dundee United        |
| St Mirren           | 1 – 0 | Dunfermline Athletic |

### Đá lại
| Đội nhà    | Tỉ số | Đội khách    |
| ---------- | ----- | ------------ |
| Clyde      | 2 – 1 | Queen’s Park |
| Kilmarnock | 2 – 0 | East Fife    |
| Rangers    | 0 – 2 | Celtic       |

## Tứ kết
| Đội nhà    | Tỉ số | Đội khách     |
| ---------- | ----- | ------------- |
| Celtic     | 2 – 1 | St Mirren     |
| Dumbarton  | 0 – 4 | Raith Rovers  |
| Falkirk    | 2 – 1 | Clyde         |
| Kilmarnock | 3 – 1 | Airdrieonians |

## Bán kết
| Celtic | v | Kilmarnock |
| ------ | - | ---------- |
|        |   |            |

| Falkirk | v | Raith Rovers |
| ------- | - | ------------ |
|         |   |              |

### Đá lại
| Kilmarnock | v | Celtic |
| ---------- | - | ------ |
|            |   |        |

| Falkirk | v | Raith Rovers |
| ------- | - | ------------ |
|         |   |              |

## Chung kết
| Falkirk              | v | Kilmarnock    |
| -------------------- | - | ------------- |
| Prentice 33' (ph.đ.) |   | Curlett 45+1' |

### Đá lại
| Falkirk                   | v | Kilmarnock  |
| ------------------------- | - | ----------- |
| Merchant 24' · Moran 101' |   | Curlett 78' |